# René Pottier (cyclisme)
Vous lisez un « bon article » labellisé en 2016.
Cet article concerne le cycliste. Pour l'explorateur et auteur, voir René Pottier (auteur). Pour les homonymes, voir Pottier.
René Pottier, né le 6 juin 1879 à Moret-sur-Loing et mort le 25 janvier 1907 à Levallois-Perret, est un coureur cycliste français. Il gagne le Tour de France 1906, au cours duquel il remporte cinq étapes. Doté d'exceptionnelles qualités d'endurance, il brille particulièrement sur les épreuves derrière tandem. Il s'impose notamment sur le Bol d'or, une épreuve sur piste de 24 heures, et termine à deux reprises sur le podium de Paris-Roubaix. Premier coureur à franchir le col du ballon d'Alsace à l'occasion du Tour de France 1905, il est considéré comme le premier « roi de la montagne » du Tour à la suite de cet exploit. Sa carrière professionnelle ne dure que deux ans : il se suicide par pendaison dans les locaux du service de course de son équipe, Peugeot, quelques mois seulement après sa victoire dans le Tour de France, sans laisser d'explication. La thèse d'un chagrin d'amour est alors largement soutenue par la presse, ainsi que par son frère André, lui aussi coureur cycliste.

## Biographie

### Jeunes années
René Pottier est originaire de Moret-sur-Loing en Seine-et-Marne. Son père, Léon Pottier, est né à Saints, près de Coulommiers. Au début des années 1870, il exerce la profession de meunier au moulin d'Esmans, où il rencontre Anna Guillerot, originaire de Villeneuve-la-Guyard dans l'Yonne. Le couple a deux garçons, Léon et Charles, nés respectivement en 1872 et 1875, puis s'installe au moulin de Moret-sur-Loing. Une première fille, Berthe, naît en 1876, puis un troisième garçon, Albert, mort peu après sa naissance. René Pottier naît le 5 juin 1879 au no 3 de la rue Montrichard à Moret-sur-Loing, où la famille vient d'emménager faute de place au logement du moulin. Un autre frère, André, naît en 1882, ainsi qu'une deuxième sœur, prénommée Marguerite, l'année suivante.
La famille Pottier est plutôt fortunée, notamment grâce à des placements dans la construction du canal de Suez et de celui de Panama. Chaque enfant de la famille possède une bicyclette, un signe d'aisance pour l'époque. Au début des années 1880, Léon Pottier achète la propriété du moulin de Hulay, à Grez-sur-Loing. Les quatre frères Pottier se passionnent pour les courses cyclistes et participent régulièrement à des épreuves locales, bien que les deux aînés délaissent peu à peu la pratique sportive pour se consacrer à leur métier.
René Pottier effectue son service militaire de trois ans au peloton cycliste du 76e régiment d'infanterie de Coulommiers, où il rencontre son ami Marcel Cadolle, qui deviendra lui aussi coureur professionnel. En 1903, il s'installe à Paris et intègre avec son frère André le Vélo Club de Levallois.

### Premiers succès chez les amateurs (1903-1904)
Chez les amateurs, René Pottier obtient très vite de bons résultats. Il remporte l’édition amateurs de Bordeaux-Paris, disputé en trois étapes, ainsi que la course Paris-Caen. Le 20 septembre 1903, il se classe 2e du championnat de France amateurs. Le 19 octobre, il s'attaque au record de l'heure. Sur la piste du vélodrome Buffalo à Neuilly-sur-Seine, il parcourt la distance de 40,080 km, ce qui constitue alors la deuxième performance mondiale après celle de l'Américain Willie Hamilton. Il bat à cette occasion le record de France jusqu'alors détenu par Marcel Cadolle avec une distance de 38,692 km.
L'année 1904 confirme les bonnes dispositions de René Pottier. Il remporte la course Paris-Provins-Paris devant Georges Passerieu et brille également sur la piste. Il établit le record du monde du kilomètre départ arrêté avec entraîneur avec un temps de 1 min 8 s 2. Il bat également le record mondial des 20 kilomètres départ arrêté avec entraîneur en 29 min 53 s 2. À la fin de l'année, il est déclaré professionnel. En octobre, dans sa deuxième tentative sur le record de l'heure, il améliore sa performance, parcourant cette fois la distance de 40,340 km, sans toutefois parvenir à dépasser la distance établie par Willie Hamilton.

### Carrière professionnelle

#### Le «premier roi de la montagne» (1905)

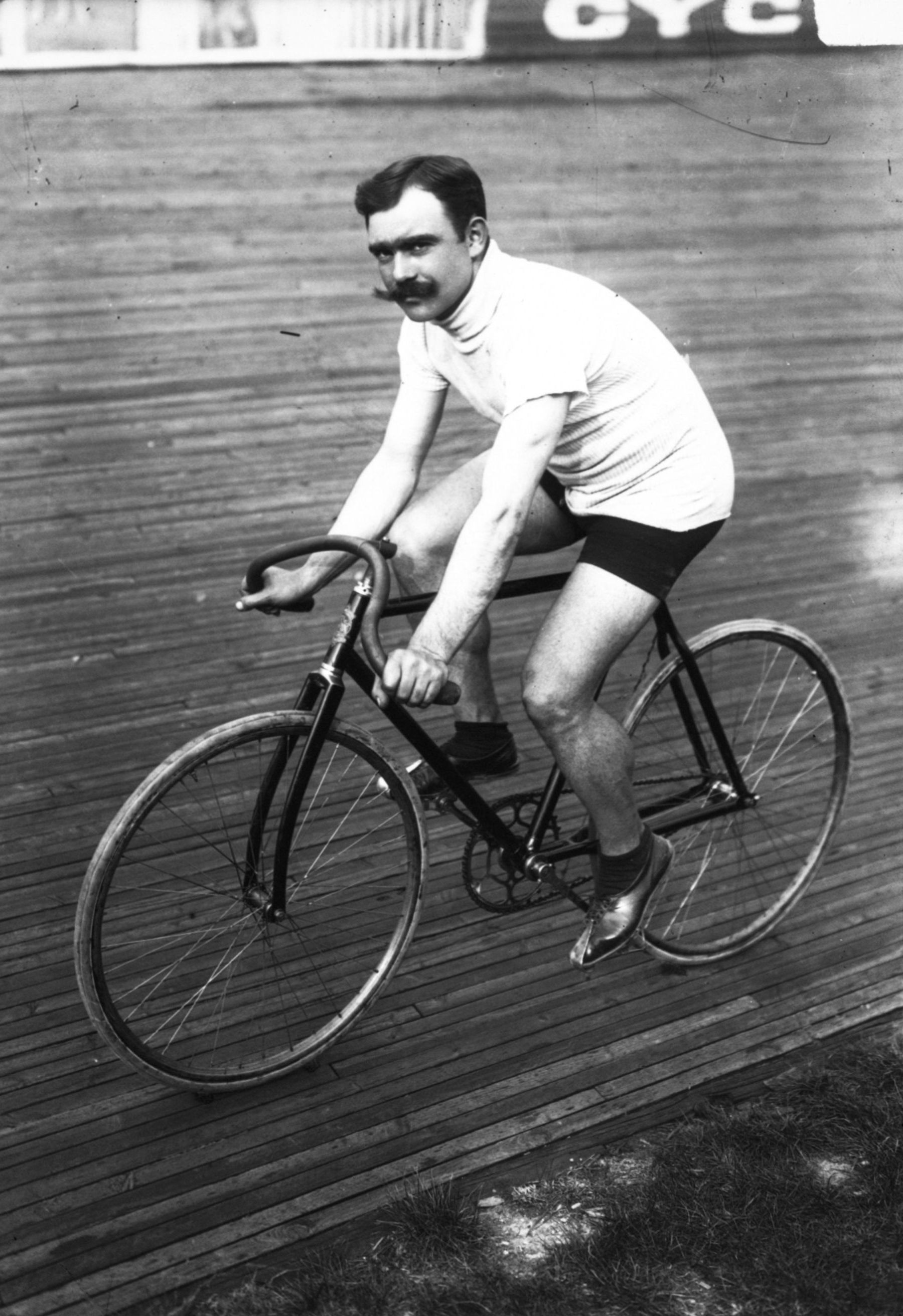
Louis Trousselier devance René Pottier sur Paris-Roubaix et gagne le Tour de France.

René Pottier se distingue particulièrement sur la piste. Il est notamment invaincu sur les épreuves derrière tandem qu'il dispute au vélodrome d'Hiver de l'automne 1904 au printemps 1905. Le 23 avril 1905, il participe à son premier Paris-Roubaix. Le départ est donné à Chatou par le double vainqueur de l'épreuve, Lucien Lesna. À Amiens, trois coureurs sont en tête : Henri Cornet, René Pottier et Louis Trousselier. Ce dernier fait la différence avant Arras et s'impose finalement au vélodrome de Roubaix. René Pottier se classe deuxième avec 7 minutes de retard. Le 21 mai, il est parmi les 36 coureurs au départ de Bordeaux-Paris, la plus longue classique de la saison avec un parcours de 592 kilomètres. Il fait figure de favori de l'épreuve avec ses coéquipiers Hippolyte Aucouturier et Louis Trousselier. Peu après la mi-course, au passage de Tours, les trois hommes sont en tête. Ils possèdent alors une avance de 22 minutes sur Henri Cornet et près d'une heure sur Paul Chauvet. À Blois, les trois coureurs de tête sont encore groupés, avant que Louis Trousselier ne lâche prise avant Orléans. Il abandonne définitivement au contrôle d'Angerville. À l'arrivée, jugée à Ville-d'Avray, Hippolyte Aucouturier devance René Pottier d'une longueur.

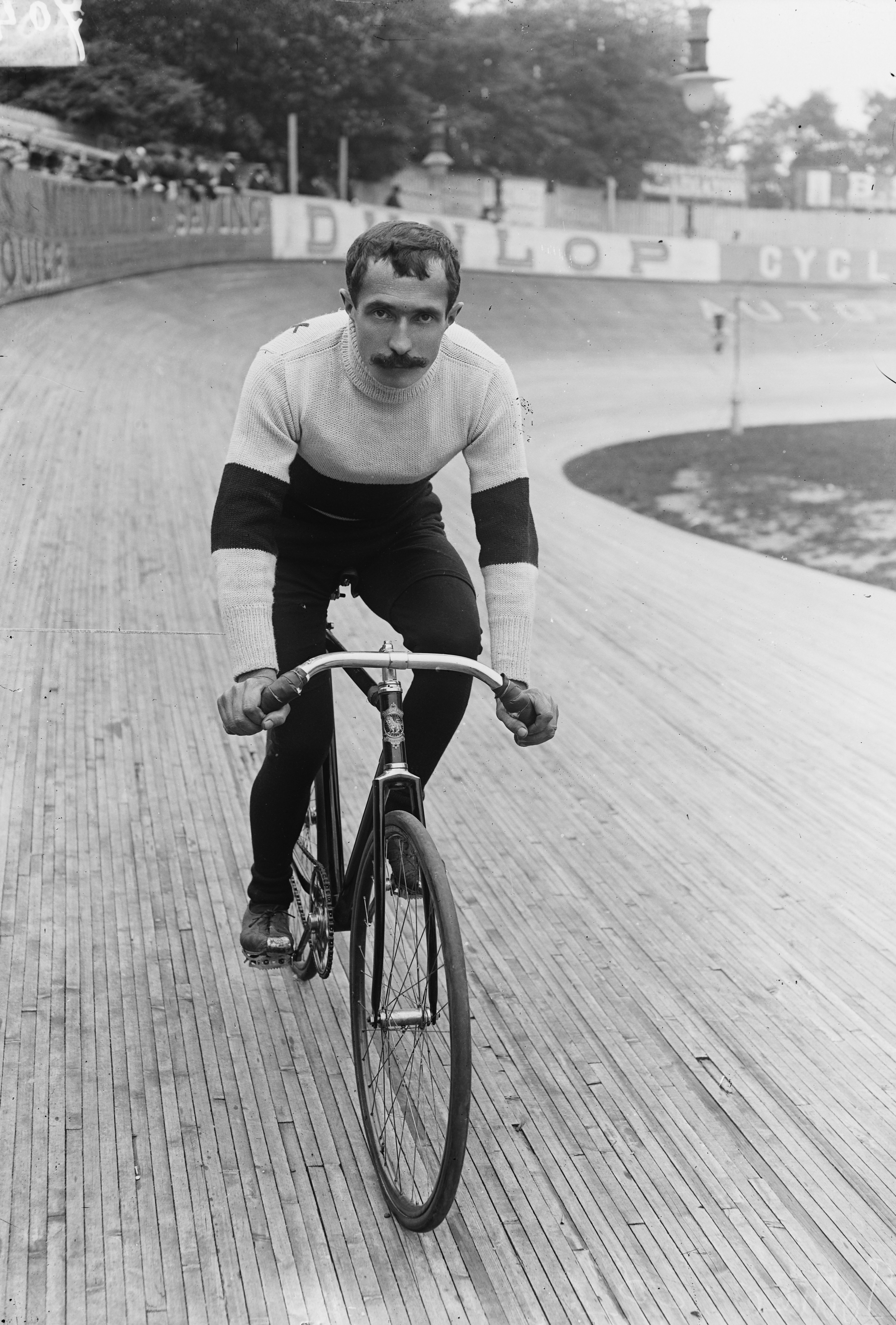
René Pottier lors du bol d'or en septembre 1905.

Après ses deuxièmes places sur Paris-Roubaix et Bordeaux-Paris, René Pottier dispute en juillet la troisième édition du Tour de France. Celle-ci est marquée par plusieurs changements par rapport à la précédente : les étapes de nuit sont supprimées et le classement général est désormais établi par points et non au temps. René Pottier s'élance avec le dossard no 12 au sein de l'équipe Peugeot. Il se distingue lors de la deuxième étape entre Nancy et Besançon, qui emprunte pour la première fois le col du Ballon d'Alsace. Quatre coureurs sont en tête dans les premiers mètres de l'ascension, mais Louis Trousselier, Hippolyte Aucouturier et Henri Cornet lâchent tour à tour, laissant René Pottier franchir seul le col, ce qui lui vaut d'être considéré comme le premier « roi de la montagne du Tour de France ». Rattrapé ensuite par Hippolyte Aucouturier, il arrive à Besançon avec dix minutes de retard sur ce dernier. Grâce à sa troisième place lors de la première étape, il prend la première place du classement général,. René Pottier souffre cependant d'un tendon depuis une chute lors de la première étape et abandonne la course au départ de la troisième étape. Son abandon prématuré n'enlève rien aux qualités dont il a fait preuve, ce qui fait dire à Henri Desgrange, directeur du Tour de France : « Son ascension du Ballon d'Alsace est l'une des plus passionnantes choses que j'ai vues. » Le coureur Lucien Petit-Breton salue lui aussi la performance de René Pottier : 

« Il était bien plus beau à voir sur sa machine, Pottier, plus léger, plus harmonieux dans le mouvement de la pédalée. Pas une seconde son allure n'a faibli dans le dernier kilomètre, le plus dur. C'était très beau, et même émouvant. On en oubliait d'avoir redouté que tous les coureurs ne soient contraints de terminer la montée à pied. »

En fin de saison, René Pottier dispute des épreuves sur piste et démontre une nouvelle fois sa supériorité dans les courses derrière tandem. Il s'impose une première fois sur une épreuve de 50 kilomètres, parcourant la distance en 1 h 3 et reléguant ses deux concurrents Lucien Petit-Breton et Louis Trousselier à trois tours. Dans un autre match de 50 kilomètres, cette fois opposé à Marcel Cadolle et l'Américain Robert Walthour Senior, il gagne en 1 h 1 min 14 s et devance Cadolle d'un tour et Walthour de cinq tours.

#### Vainqueur du Tour de France (1906)

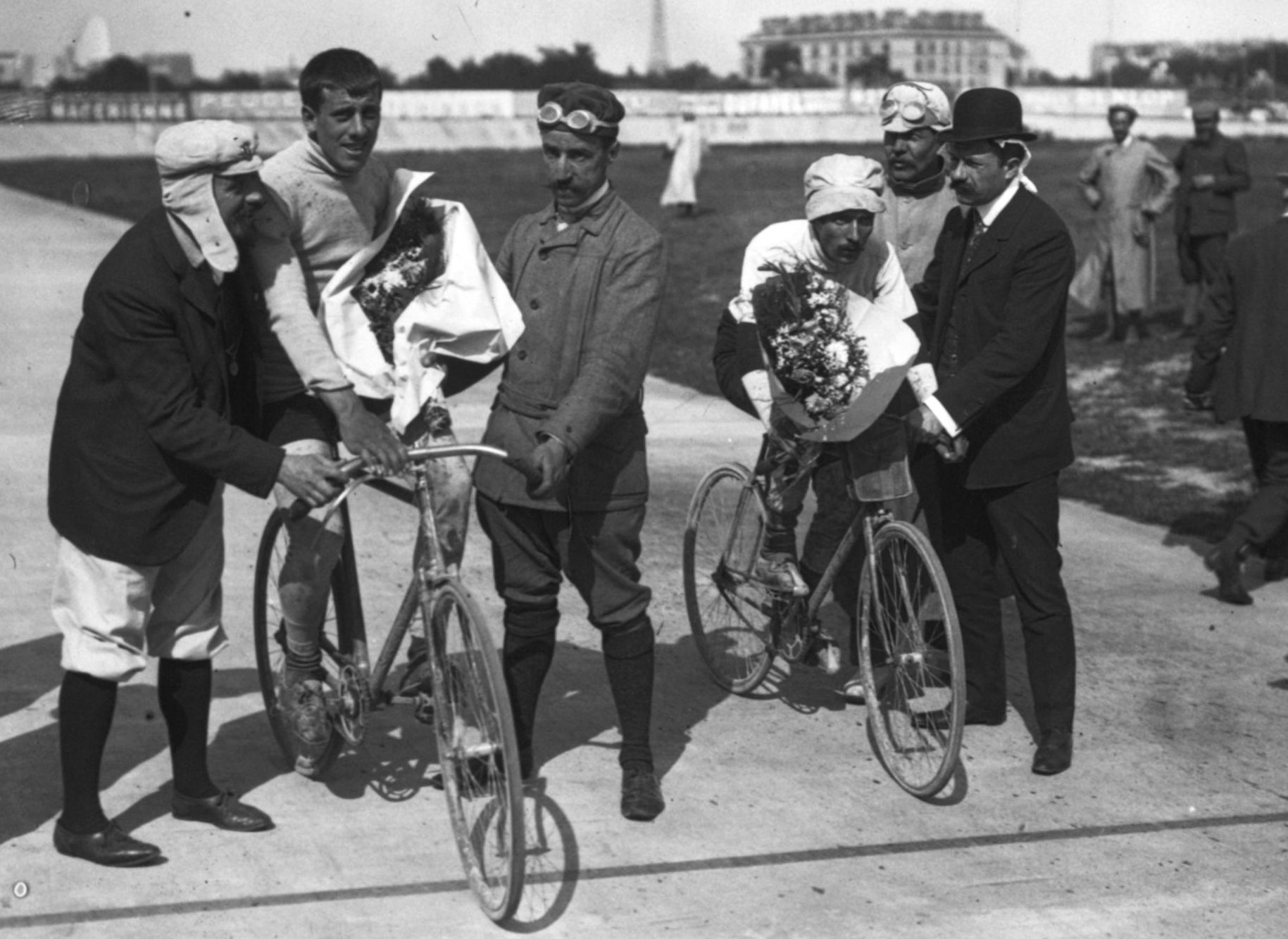
René Pottier et Georges Passerieu lors de leur tour d'honneur à l'arrivée du Tour de France 1906.

Le 15 avril 1906, René Pottier participe à la première grande course de la saison, Paris-Roubaix. À Doullens, un peloton de sept coureurs est en tête de la course, aux prises avec un vent violent : Louis Trousselier, Hippolyte Aucouturier, René Pottier, Georges Passerieu, César Garin, Marcel Cadolle et Henri Cornet. Une sélection s'opère dans une côte à la sortie de cette ville et ces deux derniers s'échappent définitivement. René Pottier se classe 3e à 5 min 15 s du vainqueur Henri Cornet,.
Le 4 juillet, il est au départ du Tour de France 1906 au vélodrome Buffalo de Neuilly. La distance que les coureurs doivent parcourir est sensiblement augmentée, passant de 2 994 à 4 545 kilomètres et le nombre d'étapes passe de 11 à 13 par rapport à l'édition précédente. Victor Breyer, journaliste de La Vie au grand air, place René Pottier parmi les favoris de l'épreuve au même titre que Louis Trousselier, le vainqueur sortant, et Marcel Cadolle, vainqueur de la classique Bordeaux-Paris. Alors qu'Émile Georget remporte la première étape, René Pottier prend la tête du classement général dès la suivante grâce à sa victoire à Nancy et ce malgré plusieurs crevaisons. Relégué un moment à une demi-heure des hommes de tête, il rattrape son retard puis distance Lucien Petit-Breton dans une côte à un kilomètre de l'arrivée. Dans la troisième étape, il signe un exploit retentissant au Ballon d'Alsace. Comme l'année précédente, il franchit le sommet en tête, puis s'impose à Dijon après avoir passé 200 kilomètres seul en tête, reléguant son premier poursuivant, Georges Passerieu, à 48 minutes. Il gagne ensuite à Grenoble et à Nice, après être passé en tête à Laffrey et au col Bayard, et remporte la dernière étape à Paris. Il sort vainqueur de ce Tour de France qu'il domine outrageusement, avec un total de 31 points contre 39 à Georges Passerieu. Peugeot, qui l'emploie, écrase la course en occupant les quatre premières places du classement général et en remportant onze des treize étapes, dont cinq pour René Pottier et quatre pour Louis Trousselier, vainqueur du Tour de France l'année précédente. La presse, unanime, félicite le vainqueur du Tour, à l'image de Victor Breyer, qui déclare : « Le vainqueur, René Pottier, a été vraiment surprenant dans l'ensemble et surtout lors des premières étapes, où il nous donna une impression qui ne s'effacera pas de sitôt. Les performances du ballon d'Alsace et de Laffrey alors que, sans l'aide d'aucun entraîneur, il lâchait régulièrement tout le peloton et couvrant ensuite plus de 200 kilomètres sans être rejoint, restent dans notre souvenir comme des choses inoubliables. » Grâce à sa victoire au classement général et à ses différents succès d'étapes, le montant total des gains de René Pottier sur ce Tour de France s'élève à 8 050 francs, auxquels il faut ajouter les primes offertes par ses équipementiers.
Le 10 septembre 1906, René Pottier participe au Bol d'or, une épreuve de 24 heures courue sur la piste du vélodrome Buffalo et dont c'est la douzième édition. Après la chute de Louis Trousselier, deux autres favoris abandonnent à la dixième heure de course, Henri Cornet et Lucien Petit-Breton. Marcel Cadolle, dernier rival de René Pottier abandonne quant à lui à la dix-huitième heure de course. René Pottier parcourt 925,2 km et remporte là sa dernière victoire.

### Mort tragique

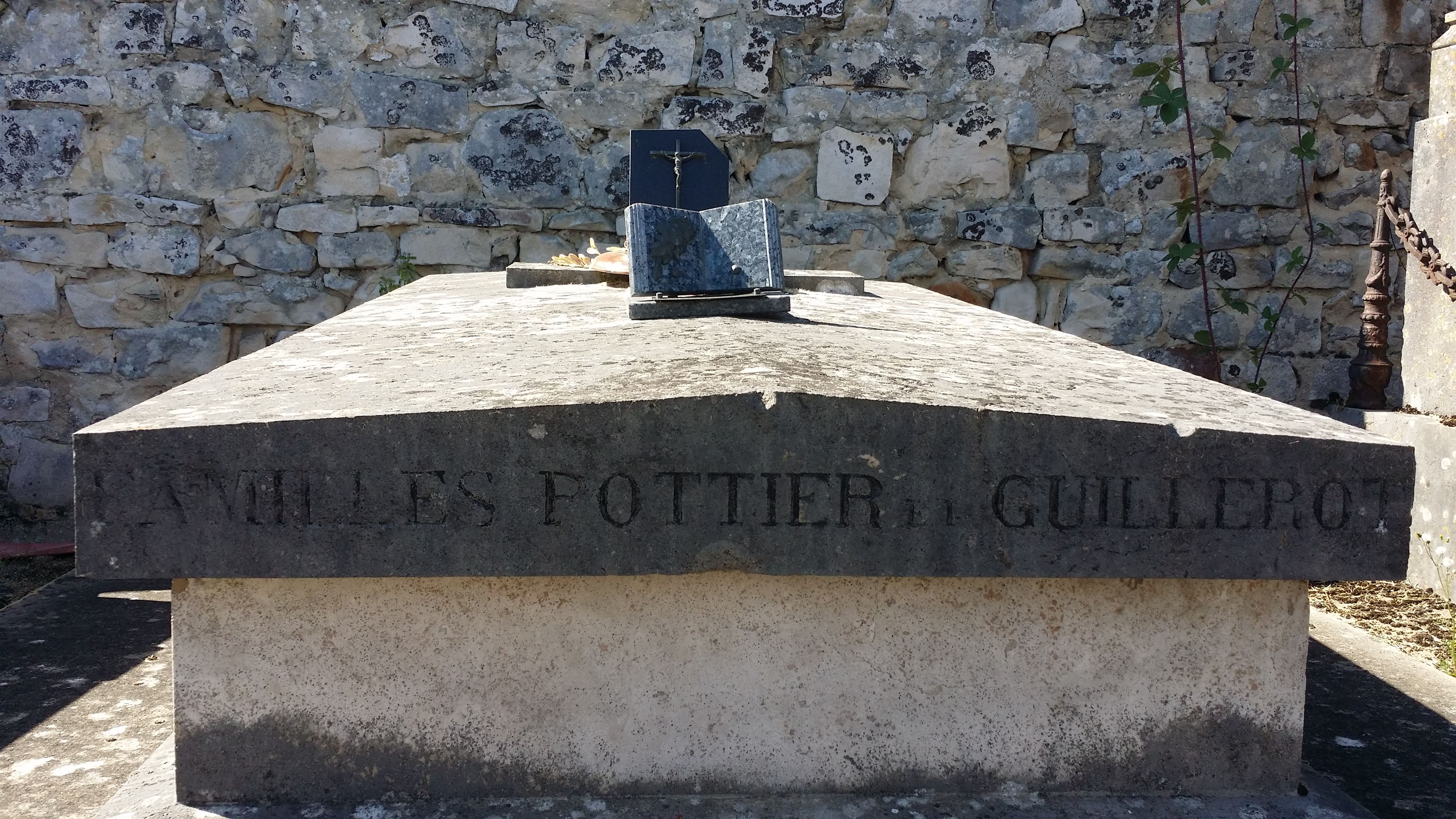
La tombe de René Pottier au cimetière de Grez-sur-Loing.

Le 25 janvier 1907, René Pottier est retrouvé mort au service de course de Peugeot, sans avoir laissé aucune explication,. Son mécanicien le retrouve pendu au crochet auquel il attachait habituellement son vélo. Son frère André, également coureur cycliste explique ce suicide par un chagrin d'amour, bien qu'aucune preuve de ce qu'il avance ne fût jamais apportée. Au lendemain de sa mort, la plupart des quotidiens reprennent cette explication tandis que d'autres avancent la thèse de l'épuisement nerveux du champion. René Pottier est inhumé dans le caveau de sa famille au cimetière de Grez-sur-Loing, la commune de son enfance.

## Vie privée
René Pottier épouse Marie Zélie Herbert, une couturière de Levallois-Perret le 2 mars 1905. Née de père inconnu, elle est issue d'un milieu modeste, contrairement à son mari. Le couple s'installe dans un immeuble au no 7 de la rue Hoche de Levallois-Perret. Ils ont une fille, prénommée Renée, qui naît le 25 juin 1907, cinq mois après le décès de son père.

## Style et caractéristiques

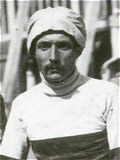
René Pottier sur le Tour de France 1906.

Le journaliste sportif Robert Dieudonné présente René Pottier comme « un prodige de volonté et d'endurance ». Jacques Augendre, spécialiste du cyclisme, considère que René Pottier est « le premier roi de la montagne dans l'histoire du Tour de France » et le présente comme un coureur complet, « excellent pistard, spécialiste des courses derrière tandem. » Serge Laget, journaliste et documentaliste à L'Équipe, regrette quant à lui la disparition précoce du coureur, affirmant qu'il était « parti pour être un des athlètes les plus extraordinaires de l'Histoire. » Ses contemporains le présentent comme un homme discret, à l'image d'un chroniqueur de La Vie au grand air sur le Tour de France 1906 qui déclare : « Toujours régulier, toujours sérieux, il gagnait sans manifester sa joie, silencieux, sévère et entêté. » Son manque de jovialité amènent les autres coureurs à le surnommer « L'homme qui ne riait jamais ». Lucien Petit-Breton, son adversaire dans le Tour 1906, reconnaît la supériorité de René Pottier, l'un des meilleurs coureurs de sa génération : « Pottier était tellement supérieur qu'il nous a mis à la raison dès la deuxième étape. Ce garçon-là me glace, me flanque le trace, m'anéantit. Avec Pottier, neuf fois sur dix, je pars battu d'avance. »

## Hommages et postérité
Quelques semaines après le décès de René Pottier, Henri Desgrange, directeur du Tour de France, fait élever une stèle en sa mémoire au col du Ballon d'Alsace, qu'il est le premier cycliste à franchir dans l'histoire de l'épreuve. Celle-ci porte l'inscription suivante : « Dans le Tour de France, course annuelle de 5 000 kilomètres organisé par L'Auto, René Pottier (1879-1907) arriva premier en cet endroit en 1905-1906 après avoir soutenu dans l'escalade du Ballon d'Alsace une vitesse moyenne de 20 km/h et dépassé tous ses adversaires. » De même, une plaque est apposée sur la maison où il vécut rue Hoche à Levallois-Perret, à l'initiative de son ancien club, le Vélo Club de Levallois. Une piste cyclable porte son nom à Strasbourg, dans le quartier de la Robertsau. En 2006, sa ville natale de Moret-sur-Loing célèbre le centenaire de sa victoire sur le Tour de France avec une série de manifestations qui s'étalent de mai à septembre. À cette occasion, un livre retraçant la vie de René Pottier est publié à l'initiative de la communauté de communes Moret Seine et Loing.

## Palmarès

### Palmarès amateur
| - 1901 - Paris-Provins - 3e de la Coupe Galitzin - 1902 - 2e de Paris-Château-Thierry - 2e du Challenge Delavigne - 1903 - Bordeaux-Paris amateurs : - Classement général - 1re étape - Paris-Caen - 2e de Paris-Amiens - 2e de Versailles-Rambouillet-Versailles - 2e de Paris-Château-Thierry - 2e de Paris-Trouville - 2e de Paris-Dieppe - 2e du Circuit des Ardennes - 2e de Paris-Cabourg - 2e du championnat de France sur route amateurs | - 1904 - Paris-Provins-Paris - 2e de Paris-Amiens - 3e de Bordeaux-Paris amateurs |  |

### Palmarès professionnel
- 1905
  - 2e de Paris-Roubaix
  - 2e de Bordeaux-Paris
- 1906
  - Tour de France :
    - Classement général
    - 2e, 3e, 4e, 5e et 13e étapes

  - Bol d'or
  - 3e de Paris-Roubaix

### Résultats sur le Tour de France
2 participations 
- 1905 : abandon (3e étape), leader pendant 1 jour
- 1906 : Vainqueur du classement général, vainqueur des 2e, 3e, 4e, 5e et 13e étapes, leader pendant 12 jours